# گروه ادانی
گروه ادانی (انگلیسی: Adani Group) شرکت خوشه‌ای هندی است، که در سال ۱۹۸۸ توسط گاوتام ادانی تأسیس شد.